# Terre Sainte (La Réunion)
Pour les articles homonymes, voir Terre Sainte (homonymie).
Terre-Sainte est un quartier situé à l'est du  centre-ville de Saint-Pierre. Il se prolonge vers l'est par un quartier plus petit appelé Terre Rouge. Terre-Sainte est surnommée le "village de pêcheurs" et compte environ 10 000 habitants.  

## Description
Deux zones se distinguent dans ce quartier : 
- Terre-Sainte "les bas" qui se situe près de la mer, composé essentiellement de petites cases avec un grand nombre de petites ruelles qui s'entremêlent. La majorité des petites structures touristiques d'hébergements (chambres d'hôtes, gîtes, locations saisonnières...) se situent à cet endroit.

- Terre-Sainte "les hauts" qui comprend en outre un groupe d'habitations appelé "SHLMR Terre-Rouge" de 212 logements collectifs sociaux, une cité de maisons en bandes et de petits immeubles d'un étage de 174 logements sociaux appelée "cité Asile", un collège, un lycée général et technologique, un complexe sportif avec un gymnase appelé Nelson Mandela d'une capacité de 1 200 places, un IUT (Institut universitaire de technologie) et un centre hospitalier (le Centre hospitalier Sud Réunion). Une ZAC a vu le jour en 2009, dénommée ZAC Océan Indien[réf. nécessaire], qui permet la réalisation de 821 logements (dont 530 sociaux), du centre culturel pagode chinoise "Guan-Di", d'une piscine olympique, d'une technopole, d'un hôtel d'affaires, l'extension de l'IUT et d'un centre départemental d'incendie et de secours[1].

## Histoire
Les origines sur le nom même de Terre Sainte est ambiguë : 
- D’après Jacob-de-Cordemoy[réf. nécessaire], il existait à cet endroit un arbuste épineux, lianecent : Le bois de sinte .
- Pour Jules Hermann[réf. nécessaire], le nom de Terre-Sainte aurait des origines malgaches : Terasisindrano ou Marine térasindr, signifiant l’autre bord (de Saint-Pierre, aller à Terre-Sainte, c’est aller à la rive gauche de la rivière).

À la différence de toutes les autres villes coloniales (Saint-Pierre ou St-Denis mais aussi... New York) où la puissance royale a délimité des parcelles avant de les attribuer, Terre-Sainte a été investie, construite et aménagée par ses occupants successifs. D'où ses "labyrinthes" qui constituent des raccourcis, des passages plus ou moins secrets d'une rue à une autre. Et d'où aussi, en matière d'urbanisme comme d'architectute, l'absence d'angle droit.
Terre Sainte est avant tout le quartier des pêcheurs : À l’origine, simple bourgade  de pêcheurs, le quartier s’est développé en hauteur mais toute la partie originelle est restée intacte, avec de petites maisons le long de la côte, des ruelles étroites et des cours encombrées d’arbres fruitiers et de fleurs. C'est un quartier populaire qui a vu l’arrivée d'une population d’ouvriers et d’artisans avec la construction  du port de Saint-Pierre au milieu du XIXe siècle. (Site de la ville de St Pierre)  	 
Le long du port, les pirogues traditionnelles sont toujours tirées au sec par les bras de l’homme, et protégées, comme toujours, par les banians sous lesquels la population vient prendre le frais et jouer aux dominos à la tombée du jour. 
Au bout d'un escalier étroit se trouve la chapelle de Notre Dame du Port censée protéger les pêcheurs.

## Article de presse
Ainsi, les projets de la mairie et notamment sur Terre-Sainte fait partie d'un projet de contrat de ville qui vise aussi les quartiers de la Ravine des Cabris, de Bois d'Olives, de la Ravine Blanche, de Grands Bois, de Basse-Terre/Joli Fond et de Pierrefonds à cause des caractéristiques suivantes communes à eux six (en 2007)  :  "Chômage supérieur à 50 %, niveau scolaire médiocre avec des taux de réussite aux évaluations en CE2, en 6e et au brevet des collèges inférieurs à 50 %. Les six quartiers visés par le Contrat urbain de cohésion sociale (Ravine Blanche, Ravine des Cabris et Bois d'Olives, Basse-Terre et Joli Fond, Grands Bois, Terre-Sainte et Pierrefonds) n'ont toutefois pas besoin d'une grande enquête pour démontrer leur caractère défavorisé".

## Quelques chiffres
- 1150 logements sociaux
- 4 écoles
- 1 collège
- 1 lycée général et technologique
- 1 I.U.T.
- 1 R.S.M.A.
- 1 église
- 1 centre culturel chinois
- 2 chapelles tamoules
- 1 centre hospitalier (faisant partie du CHU de la Réunion)
- 1 complexe sportif
- 2 terrains de sport en synthétique
- 1 technopole
- 1 centre départemental d'incendie et de secours
- 1 EHPAD
- 1 hôtel

## Photos

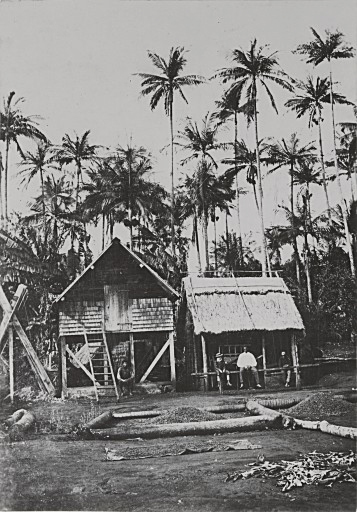
Une case créole entourée de palmiers à Terre Rouge à la fin du XIXe siècle
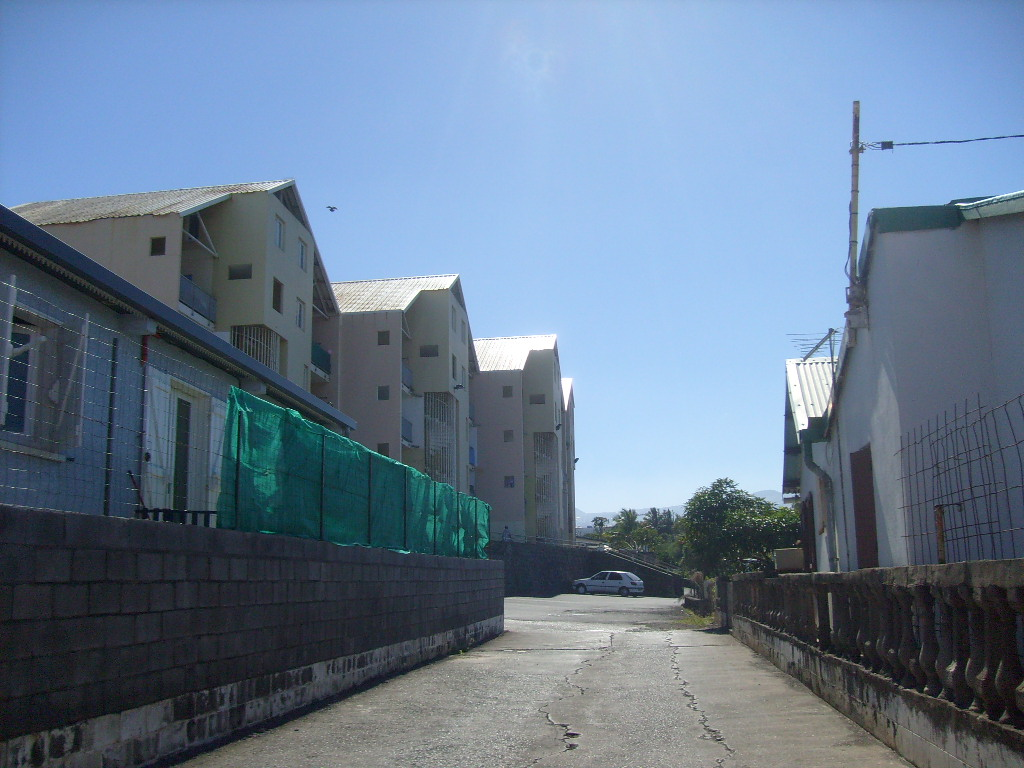
Logements sociaux à Terre-Sainte "les bas"
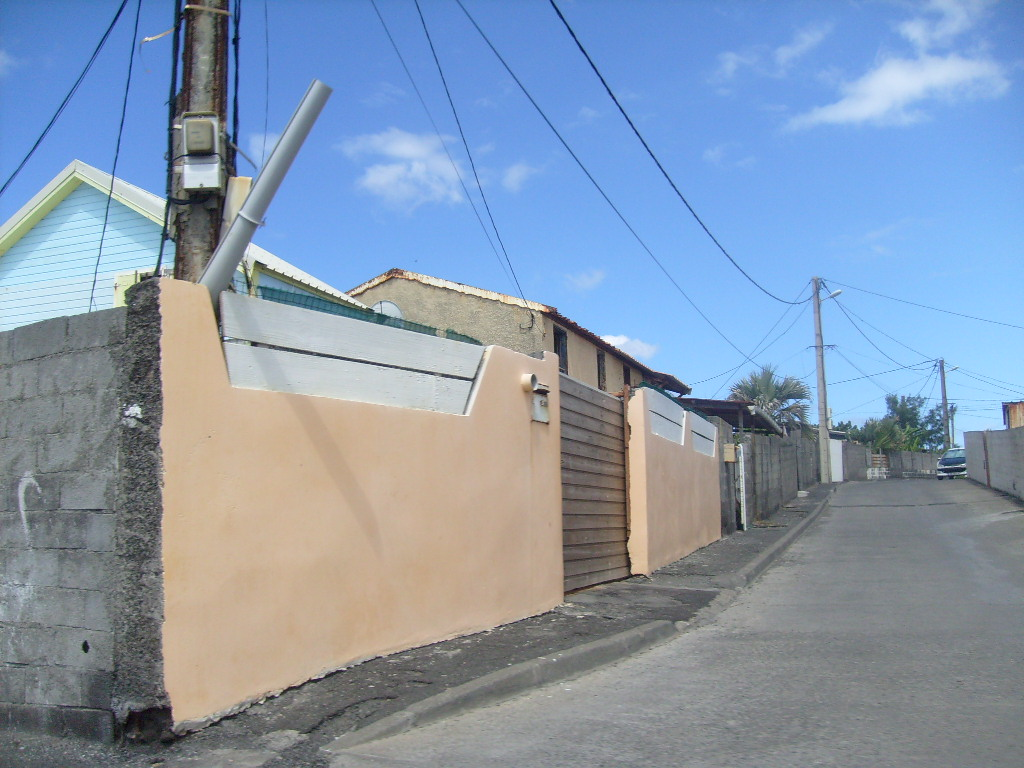
Rue à Terre-Sainte "les bas"
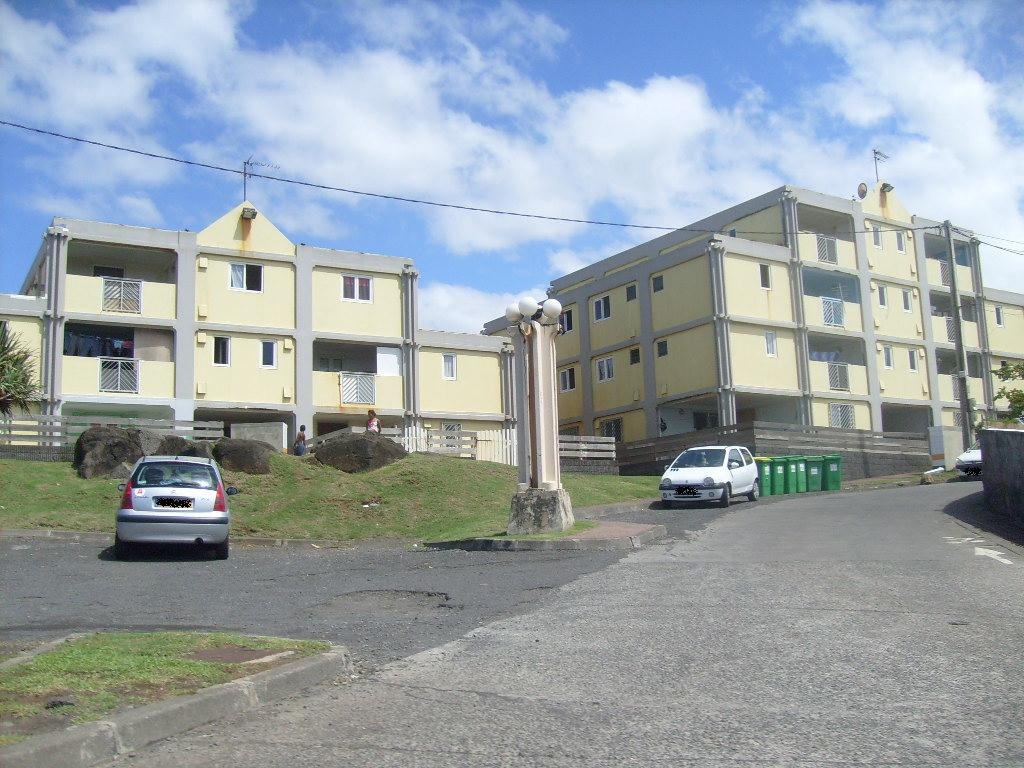
Logements sociaux à Terre-Sainte "les bas"